# Леонов, Степан Фёдорович
Степа́н Фёдорович Лео́нов (4 апреля (23 марта) 1868, Зарайск — 22 марта 1939, Москва) — российский и советский педагог, хормейстер, церковный регент. Возглавлял церковные хоры в Зарайске, Кирсанове, Тамбове, Моршанске. Его жизнь тесно связана с Собором Николая Чудотворца в Зарайске и с Троицким собором в Моршанске.

## Биография

### Детство и юность
Степан Фёдорович Леонов (при рождении — Леонтьев) родился 4 апреля (23 марта) 1868 года в Зарайске. Отец — рабочий зарайского казначейства, бывший петербургский брандмейстер Фёдор Леонтьевич Леонов (ум. 4 июля 1895 года). Мать — акушерка Матрёна Семёновна Леонтьева (в девичестве — Желнова). Родители Степана Фёдоровича родились в соседних деревнях Гремячево и Чернево. Степан Фёдорович был не единственным ребёнком в семье: у него был брат Иван (1850—1927), сестра Варвара (1852—1930) и младший брат Иван (1870—1952).
Как гласит предание, мальчик Степа, при своей физической красоте и большом росте, был скромный, послушный и ласковый. Выйдя на улицу, обязательно делал поклон всем старшим, за что его все любили и часто баловали гостинчиком.
Когда мальчику Степе исполнилось лет 6-7, его взяли в Собор Николая Чудотворца на Богослужение. Мальчик был поражен всем величием, а главное пением. Он, конечно, не понимал, что это за звуки и откуда они, но его слух и сердце наполняли эти стройные, гармонические и приятные звуки и ласкали его. В то время, в большинстве старинных церквей изображения святых, а особенно на иконостасах, делались резные, из дерева, фигуры в полный рост. Так и в древнем Зарайском соборе все святые вырезаны из дерева. Мальчик Степа был уверен, что так хорошо поют эти резные изображения святых, и на отрывал от них своего детского взора.
Восьми лет он был отдан учиться в Зарайское училище, и как имеющий хороший голос (Альт) и слух, а главное — сильное желание и любовь, был принят в церковный соборный хор. Через некоторое время в хор был принят и младший брат Иван (голос дискант).
В 1879 году он успешно окончил курс в Зарайском приходском училище. По окончании училища, Степан Фёдорович был награжден книгой «Притча о блудном сыне с объяснениями».
Лето мальчики Степа и Ваня проводили в слободе Стрылецкой у старшего брата Ивана Фёдоровича. Да они там и приносили некоторую пользу: возили сено, хлеб и огородные овощи. Приводили на работу пленных турок (в то время была война с Турцией), утром забирали их от коменданта города, а вечером привозили обратно. Как рассказывал сам Степан Фёдорович, турки были очень солидные, но и очень добрые, скромные, хорошие и послушные люди. На работы в деревню они шли с удовольствием. Им там было очень хорошо и свободно. Только языка не понимали, но работали хорошо и на совесть. Вот какая была простота нравов и обычаев.
По окончании Степой приходского училища, регент Вишневский предложил родителям отправить мальчика в Москву, в капеллу «Васильева». Родители согласились, когда проживающая в Москве сестра В. Ф. Иванова (Якушова) согласилась присматривать там за ним. И мальчик Степа был отправлен в Московскую частную капеллу С.В. Васильева, как певчий, в 1879 году. Отвез его сам регент Вишневский и помог там устроиться. Через год туда же был принят и младший брат Ваня. Жили они там на полном пансионе, в общежитии мальчиков капеллы. Где, кроме пения в хоре, а хор пел почти ежедневно, они обучались игре на скрипке и пению по нотам.
Мальчика Степу полюбил сам С.В. Васильев и, оберегая его хороший голос, взял, вместе с братом и некоторыми другими мальчиками, на жительство при себе в доме. Жили они в комнате при кухне и всегда помогали прислуге- поварихе, за это и она их баловала лишним хорошим кусочком. По воскресениям и праздничным дням Степу и Ваню отпускали к сестре Варваре Фёдоровне.
Когда юноша Степан Фёдорович лишился голоса, его оставили в капелле, петь в хоре, в теноровой партии, а иногда посылали дирижировать отделением. Как взрослый певчий он уже начал получать жалование и устроился жить самостоятельно, сняв частную комнату. Продолжая петь в хоре, он продолжал заниматься на скрипке, переписывал ноты, составлял партитуры; таким образом, готовил репертуар для будущей самостоятельной работы.
Но, в 1887 году он серьезно заболел. У него разлилась желчь. Московские врачи сказали, что лечить бесполезно и предложили поехать на родину в г. Зарайск (предложили поехать умирать на родину), дав ему всяких рецептов на лечение и советов по соблюдению строгой диеты в питании.
Весной 1887 года Степан Фёдорович приехал в г. Зарайск, на родину, умирать. Родители и родные, глядя на него, приходили в ужас, так как он превратился «в длинную, сухую щепку, да к тому же в желтую», ни кровинки жизни. Но, несмотря на неутешительные прогнозы врачей, чудо свершилось, в к концу года болезнь отступила.
В то время в соборе не было регента. Родители и все знакомые настаивали, что бы Степан Фёдорович остался регентом в родном городе. У Степана Фёдоровича было сильное желание уехать обратно в Москву, он имел сильный и хороший голос (лирико-драматический тенор), мечтая о лучшей и славной карьере. Но родители сказали ему, что его выздоровление — это «чудо», которое сотворил Сам Николай Угодник, Который Сам пожелал, чтобы он был здесь регентом, и что он будет счастлив, так как Николай Угодник Сам ему будет в жизни помощником. Степан Фёдорович принял решение остаться.
Молодой, энергичный, очень строгий и религиозный, имея хорошую наглядную практику у замечательных, того времени регентов работавших в капелле Васильева. Обладая неплохим дарованием, а главное любовью и преданностью своему делу, и имея хороший голос, смелый и решительный человек, Степан Фёдорович, создал хороший хор в Соборе. Всем он понравился и вскоре стал общим любимцем. Кроме этого хора, он занимался с солдатским хором при саперном батальоне, находившемся в Зарайске.

### Начало сольной карьеры
30 мая ст.ст. (12 июня н.ст.) 1889 года Степан Фёдорович обвенчался в Соборе Зарайского кремля Капитолиной Арсентьевной Белоусовой (1870—1922), представительницей зарайской купеческой династии Белоусовых. Накануне свадьбы случилось несчастье: лошади, которые везли повозку с невестой, испугались горящих факелов и понеслись, что есть духу, чуть было не разбив экипаж, а с ним и Капитолину. Эта милая и спокойная женщина, чудом спасшаяся от смерти и напуганная этим событием, предчувствовавшая что-то нехорошее, прибыла к венчанию в храм в расстроенном, испуганном состоянии. Но … взглянув на красавца, спутника своей жизни, пришла в некоторое успокоение. Она, всю дальнейшую жизнь была всей своей душой предана своему спутнику жизни и, своей безграничной любовью к нему и к семье, вносила мир, любовь, ласку и покой в устройство семейной жизни, тем самым, укрощая гнев на милость своего спутника.
В приданое Степан Фёдорович получил большой дом на Богоявленской улице (ныне — улица Музейная), прямо напротив Зарайского Кремля.
30 ноября ст.ст. (13 декабря н.ст.) 1889 года у Степана Фёдоровича и Капитолины Арсентьевны родился первенец — сын Николай (назван в честь Николая Чудотворца).
В начале 1892 года, по сложившимся обстоятельствам, Степан Фёдорович вынужден был оставить служение в городе Зарайске и переехать в город Егорьевск Рязанской губернии. На его место в город Зарайск приехал брат Иван Фёдорович из села Инжавино, где он до этого руководил хором.
В период с 1889 года по 1902 год Степан Фёдорович проживал, преподавал в школах и руководил церковными хорами в городах:
— В городе Зарайске с 1889 по 1892
— В городе Егорьевске с 1892 по 1894
— В селе Инжавино с 1894 по 1895
— В городе Кирсанове с 1895 по 1898
— В городе Тамбове с 1898 по 1900
— В городе Кирсанове с 1900 по 1901
— В городе Борисоглебске с 1901 по 1902
На протяжении 10 лет его товарищем, помощником и сподвижником был рязанский фабрикант и меценат М. Н. Бардыгин.
У Степана Фёдоровича был список любимых песен для исполнения, среди которых были: песня «Вдоль по Питерской», песня «Калинка», гимн «Хей, Славяне», гимн «Боже, царя храни», песня «Моя Вера, Надежда и Любовь» (автор — В. Орлова).

### Моршанск

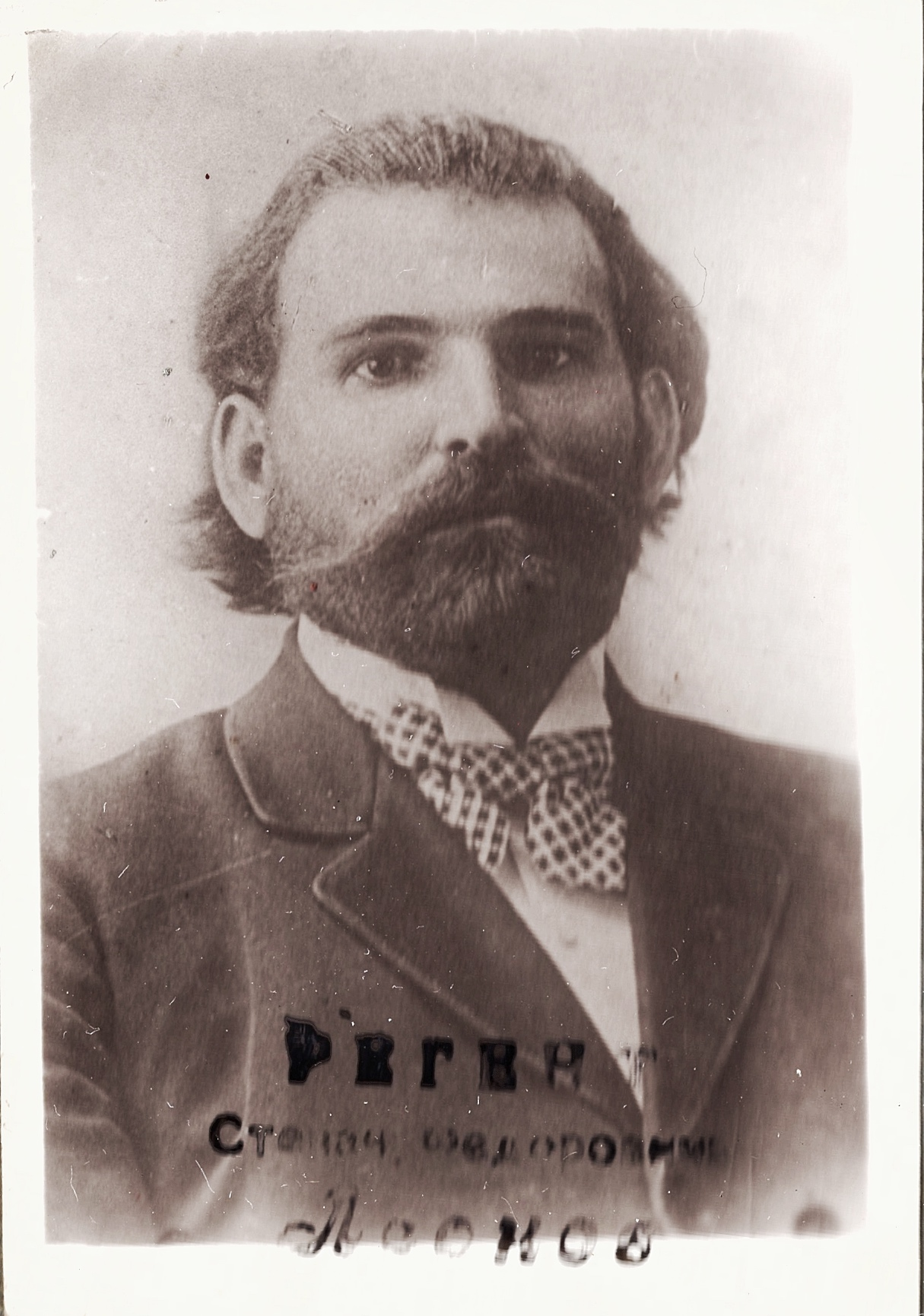
Фотография регента Троицкого собора Моршанска Степана Фёдоровича Леонова с именной печатью

На протяжении 10 лет Степан Фёдорович со своей семьёй ездил по Центральной России (в основном — по Рязанской губернии и по Тамбовской губернии) в поисках постоянной и высокооплачиваемой работы в церковных хорах и школах. И лишь в 1902 году он нашёл вариант, подходивший всем его требованиям — город Моршанск. С августа 1902 года Степан Фёдорович стал работать регентом в Моршанской Вознесенской (базарную) церкви.
В течение нескольких месяцев он построил хороший дом на Дворянской улице. Конечно, тут помогли его родители и сестра Варвара, которые, несмотря на недовольство Степана Фёдоровича, всегда помогали ему и приходили на помощь. При помощи семьи рассадили великолепный фруктовый сад. Но воспользоваться его плодами никому не пришлось, хотя и работали там все очень много, потому что Степан Фёдорович вскоре продал его. Продав этот дом, он купил другой на Солдатской улице, но и этот продал, купив дом на Соборной улице, и опять продал, купив за рекой на берегу. Степан Фёдорович не любил жить спокойно на одном месте. От каждой продажи у него оставалась некоторая сумма денег. Он думал все нажить больше и купить имение. Но в конце концов остался он без дома, и без имения, без денег.
В 1910 году получил приглашение от Троицкого Собора на работу. Приняв его, Степан Фёдорович возглавил Моршанский Соборный хор в Троицком Соборе.
Моршанский период жизни — самый плодотворный и счастливый период жизни семейства Леоновых, продолжавшийся с 1902 по 1922 год. Именно этот период охарактеризован наибольшей популярностью Степана Фёдоровича, его карьерным ростом. Газеты много раз печатали положительные отзывы и оценки хором под управлением Степана Фёдоровича. В течение 10 лет в Моршанск перебрались на постоянное место жительства все его друзья и близкие родственники. Вместе со своим старшим сыном Николаем Степан Фёдорович выступал в городе, несколько раз организовал благотворительные концерты в поддержку балканский славян и Русской Армии на фронте Первой Мировой войны.
6 декабря 1914 года Степан Фёдорович был награжден серебряной медалью «За усердие» на Александровской ленте.
До начала революции гастролировал по всему Моршанскому уезду, преподавал в моршанских школах, выступал на сольных концертах вместе с сыном Николаем (1889—1964). В 1917 году Степан Фёдорович был выбран представителем от Тамбовской губернии на Всероссийский съезд общества мещан.

### После Революции
Жизнь в Моршанске в первые годы после Революции практически не изменилась, Степан Фёдорович продолжил активную работу в школах и в церковном хоре. В конце 1918 года Степан Фёдорович продал последний свой дом за 10 000 рублей. Деньги положил в банк, надеясь купить себе домик. Но он ошибся — вышел декрет о воспрещении купли и продажи домов. Для него это было большим ударом. Трудился всю жизнь и остался без дома и без денег. Хотя старшие дети уже работали и была кое-какая помощь, но у него еще было много и маленьких. Вместо дома пришлось снять квартиру на Тамбовской улице.
В 1920 году старшие дети были мобилизованы на фронты Гражданской войны, приняв сторону большевиков. Спустя 2 года все дети возвратились с фронтов Гражданской войны, но были уже с женами и детьми. Тогда же, в 1922 году, Капитолина Арсентьевна от тяжелой жизни и всего ею пережитого заболела туберкулезом и в ночь с 5 на 6 декабря скончалась в возрасте 52 лет. Степан Фёдорович очень тяжело пережил ее смерть, не смог больше находиться в Моршанске и вновь начал странствовать по Рязанской губернии.
В 1928 году он переехал в Москву. У него совсем не было денег, пособий ему не выплачивали. По этой причине 2 октября 1928 года он написал письмо М. И. Калинину с просьбой о помощи. Спустя некоторое время он получил ответ в виде квартиры в Дангауэровке, где стал проживать вместе с младшим сыном Владимиром, которому на тот момент исполнилось 20 лет. Затем Степан Фёдорович нашёл работу: он стал работать в церковном хоре Храме Иерусалимской иконы Божией Матери в Москве. Получал небольшую пенсию и помощь от детей. В 1939 году он заболел гангреной и у него отняли ногу во 2-й Городской больнице. Там он простудился и заболел воспалением легких.
22 марта 1939 года ночью он скончался, не дожив тринадцати дней до 71 года. Похоронен на Введенском кладбище (1 уч.).

## Семья

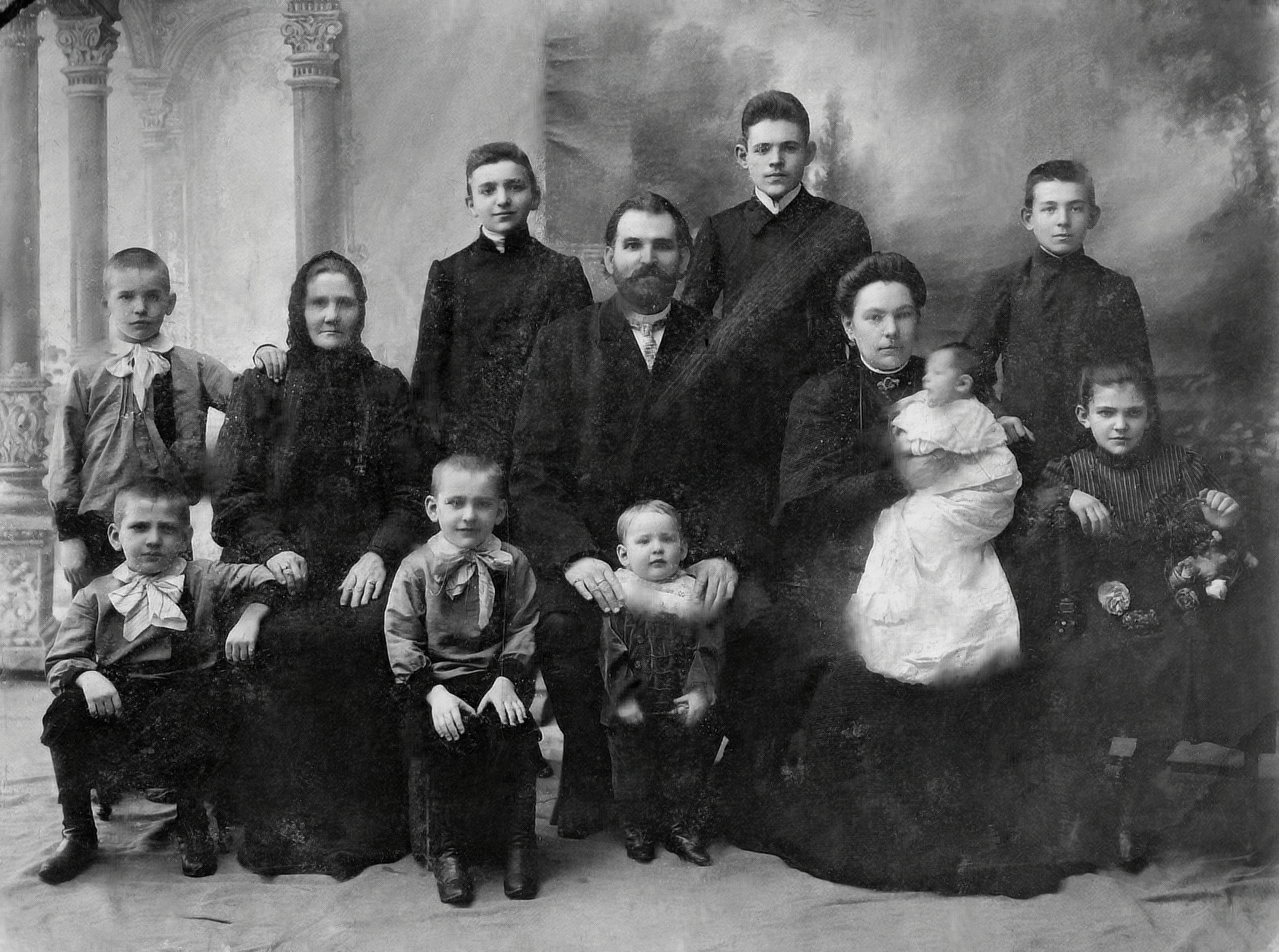
Степан Фёдорович со своей семьёй (1911)

Жена — Капитолина Арсентьевна Леонова (Белоусова). Происходила из купеческого сословия. Отец — Арсентий Александрович Белоусов работал скупщиком, впоследствии был усправляющим имением Кочегаровых в Борисоглебске. Мать — Ольга Павловна, жила вместе со своей мамой — Марией, часто ездила по монастырям. Имела 4 братьев: Михаил, Павел, Александр, Константин, а также сестёр Анастасию и Серафиму.
В браке с Капитолиной Арсентьевной у Степана Фёдоровича родились дети: Николай (1889—1964), Нина (1891—1896), Константин (1892—1942), Евгений (1894—1973), Ольга (1896—1980), Фёдор (1898—1987), Александр (1900—1996), Сергей (1903—1980), Валентин (1906—1982), Степан (1908—1909), Владимир (1911—1997).